# Désiré Doué
Désiré Doué (Angers, 3 giugno 2005) è un calciatore francese, centrocampista del Paris Saint-Germain e della nazionale francese.
Considerato uno dei talenti più promettenti della sua generazione, nel 2022 è stato inserito nella lista "Next Generation" dei sessanta migliori talenti nati nel 2005, redatta dal quotidiano inglese The Guardian.

## Biografia
Nato in Francia ad Angers, ha origini ivoriane. Anche il fratello maggiore Guéla (nato nel 2002) e i cugini Marc-Olivier Doué e Yann Gboho sono calciatori professionisti: in particolare, Désiré e Guéla hanno giocato insieme durante il loro periodo al Rennes.

## Caratteristiche tecniche
È principalmente un trequartista, pur essendo impiegabile in ogni ruolo d'attacco, soprattutto da ala destra, ma anche da centrocampista centrale. Di piede destro, ma abile a usare anche il sinistro, è dotato di buone doti tecniche (specie nel controllo del pallone e nei dribbling), notevole rapidità e ottime capacità negli inserimenti in area di rigore. Dotato di un ottimo passaggio filtrante e cross, spesso trova la via dell'assist per i propri compagni. Ha dichiarato di ispirarsi a Neymar.

## Carriera

### Club

#### Gli inizi al Rennes

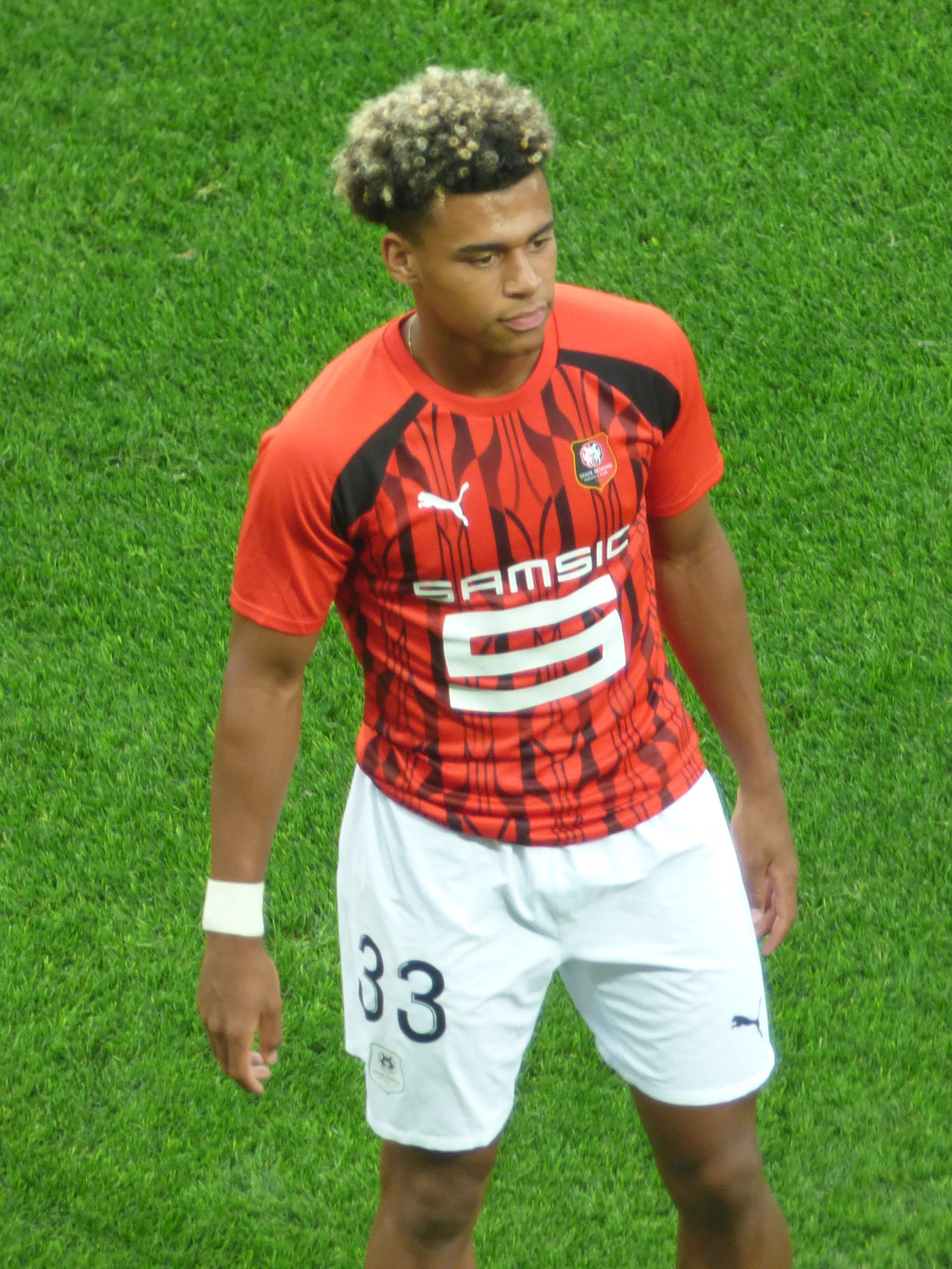
Doué al nel 2023

Cresciuto nel settore giovanile del Rennes, il 14 aprile 2022 firma il primo contratto con il club bretone, di durata biennale. Dopo aver giocato per circa un anno e mezzo nel Rennes 2, esordisce in prima squadra il 7 agosto seguente, nella partita di Ligue 1 persa per 0-1 contro il Lorient. Il 31 agosto segna la prima rete tra i professionisti, in occasione dell'incontro vinto per 3-1 contro il Brest, diventando così il primo giocatore nato nel 2005 a segnare in uno dei cinque maggiori campionati europei. Durante il campionato francese segna una rete anche contro il Nantes e lo Strasburgo, in due partite vinte entrambe col punteggio di 3-0. Nella UEFA Europa League segna il gol del 2-1 che vale la vittoria contro la Dinamo Kiev. Nel campionato 2023-2024 realizza un gol sconfiggendo per 3-1 il Clermont Foot, e si ripete anche nella vittoria per 3-2 contro l'Olympique Lione dove segna una rete; l'ultimo gol lo segna nella partita persa per 2-1 contro il Tolosa. Chiude la sua esperienza a Rennes con 78 presenze e 9 gol in tutte le competizioni.

#### Paris Saint-Germain
Il 16 agosto 2024 viene acquistato dal Paris Saint-Germain, sotto la guida di Luis Enrique. Segna la sua prima rete con i parigini in UEFA Champions League, firmando il gol del definitivo 3-0 nel successo esterno contro il Strasburgo del 10 dicembre 2024. Otto giorni dopo segna anche la prima rete in Ligue 1, nel successo per 4-2 in casa del Monaco. Nella sua prima storica stagione a Parigi, vince di tutto: Supercoppa francese (1-0 in finale contro il Monaco), Coupe de France (3-0 contro lo Stade Reims) e campionato, in cui contribuisce con 6 gol e assist ma anche tantissima qualità, segnando il gol decisivo per la conquista del titolo nella vittoria 1-0 contro l'Angers. Soprattutto, il 31 maggio 2025, contribuisce alla conquista del massimo trofeo continentale, mettendo a segno una doppietta nella finale vinta per 5-0 contro l'Inter, conquistando il Treble.

### Nazionale

#### Nazionali giovanili e olimpica
Nel 2022 ha vinto, con la nazionale Under-17, l'Europeo di categoria, segna una doppietta battendo per 6-1 la Polonia. Nella finale contro i Paesi Bassi, i francesi vincono per 2-1 grazie alla doppietta di Saël Kumbedi, che ha realizzato il primo gol proprio su assist di Doué.
Gioca con la nazionale olimpica ai Giochi della XXXIII Olimpiade a Parigi nel 2024, vincendo la medaglia d'argento. Doué segna una rete nella vittoria per 3-0 contro la Nuova Zelanda a Marsiglia il 30 luglio, mentre il 6 agosto, nella partita vinta contro l'Egitto, serve a Michael Olise l'assist con cui egli segna il gol del definitivo 3-1. Nella finale a Parigi del 9 agosto, che la Spagna vince per 5-3 dopo i tempi supplementari, entra in campo al 77' al posto di Enzo Millot. In totale nel torneo gioca 176 minuti.

#### Nazionale maggiore
Il 13 marzo 2025 viene convocato per la prima volta in nazionale maggiore dal CT Didier Deschamps, con cui ha esordito dieci giorni dopo nel ritorno dei quarti di UEFA Nations League contro la Croazia; i francesi, a seguito del 2-0 maturato al termine dei supplementari, hanno avuto la meglio dopo i tiri di rigore, a cui Doué ha partecipato diventando il più giovane calciatore nella storia della massima selezione transalpina ad avere preso parte alla lotteria dei rigori.

## Statistiche

### Presenze e reti nei club
Statistiche aggiornate al 13 agosto 2025.
| Stagione                   | Squadra                    | Campionato                 | Campionato | Campionato | Coppe nazionali | Coppe nazionali | Coppe nazionali | Coppe continentali | Coppe continentali | Coppe continentali | Altre coppe | Altre coppe | Altre coppe | Totale | Totale |
| Stagione                   | Squadra                    | Comp                       | Pres       | Reti       | Comp            | Pres            | Reti            | Comp               | Pres               | Reti               | Comp        | Pres        | Reti        | Pres   | Reti   |
| -------------------------- | -------------------------- | -------------------------- | ---------- | ---------- | --------------- | --------------- | --------------- | ------------------ | ------------------ | ------------------ | ----------- | ----------- | ----------- | ------ | ------ |
| 2022-2023                  | Rennes                     | L1                         | 26         | 3          | CF              | 3               | 1               | UEL                | 7                  | 1                  | -           | -           | -           | 36     | 5      |
| 2023-2024                  | Rennes                     | L1                         | 31         | 4          | CF              | 5               | 0               | UEL                | 6                  | 0                  | -           | -           | -           | 42     | 4      |
| Totale Rennes              | Totale Rennes              | Totale Rennes              | 57         | 7          |                 | 8               | 1               |                    | 13                 | 1                  |             | -           | -           | 78     | 9      |
| 2024-2025                  | Paris Saint-Germain        | L1                         | 31         | 6          | CF              | 6               | 4               | UCL                | 16                 | 5                  | SF+CmC      | 1+7         | 0+1         | 61     | 16     |
| 2025-2026                  | Paris Saint-Germain        | L1                         | -          | -          | CF              | -               | -               | UCL                | -                  | -                  | SU          | 1           | 0           | 1      | 0      |
| Totale Paris Saint-Germain | Totale Paris Saint-Germain | Totale Paris Saint-Germain | 31         | 6          |                 | 6               | 4               |                    | 16                 | 5                  |             | 9           | 1           | 62     | 16     |
| Totale carriera            | Totale carriera            | Totale carriera            | 88         | 13         |                 | 14              | 5               |                    | 29                 | 6                  |             | 9           | 1           | 140    | 25     |

### Cronologia presenze e reti in nazionale
| Cronologia completa delle presenze e delle reti in nazionale ― Francia | Cronologia completa delle presenze e delle reti in nazionale ― Francia | Cronologia completa delle presenze e delle reti in nazionale ― Francia | Cronologia completa delle presenze e delle reti in nazionale ― Francia | Cronologia completa delle presenze e delle reti in nazionale ― Francia | Cronologia completa delle presenze e delle reti in nazionale ― Francia | Cronologia completa delle presenze e delle reti in nazionale ― Francia | Cronologia completa delle presenze e delle reti in nazionale ― Francia |
| Data                                                                   | Città                                                                  | In casa                                                                | Risultato                                                              | Ospiti                                                                 | Competizione                                                           | Reti                                                                   | Note                                                                   |
| ---------------------------------------------------------------------- | ---------------------------------------------------------------------- | ---------------------------------------------------------------------- | ---------------------------------------------------------------------- | ---------------------------------------------------------------------- | ---------------------------------------------------------------------- | ---------------------------------------------------------------------- | ---------------------------------------------------------------------- |
| 23-3-2025                                                              | Saint-Denis                                                            | Francia                                                                | 2 – 0 dts (5 – 4 dtr)                                                  | Croazia                                                                | UEFA Nations League 2024-2025 - Quarti di finale                       | -                                                                      | 66’                                                                    |
| 5-6-2025                                                               | Stoccarda                                                              | Spagna                                                                 | 5 – 4                                                                  | Francia                                                                | UEFA Nations League 2024-2025 - Semifinale                             | -                                                                      | 63’                                                                    |
| 8-6-2025                                                               | Stoccarda                                                              | Germania                                                               | 0 – 2                                                                  | Francia                                                                | UEFA Nations League 2024-2025 - Finale 3º posto                        | -                                                                      | 68’                                                                    |
| Totale                                                                 |                                                                        | Presenze                                                               | 3                                                                      |                                                                        | Reti                                                                   | 0                                                                      |                                                                        |

## Palmarès

### Club

#### Competizioni nazionali
- Supercoppa francese: 1

Paris Saint-Germain: 2024
- Campionato francese: 1

Paris Saint-Germain: 2024-2025
- Coppa di Francia: 1

Paris Saint-Germain: 2024-2025

#### Competizioni internazionali
- UEFA Champions League: 1

Paris Saint-Germain: 2024-2025
- Supercoppa UEFA: 1

Paris Saint-Germain: 2025

### Nazionale
- Campionato d'Europa Under-17: 1

2022
- Argento olimpico: 1

2024

### Individuale
- Trophées UNFP du football: 1

Miglior giovane della Ligue 1: 2025
- Giovane dell'anno della UEFA Champions League: 1

2024-2025
- Squadra della stagione della UEFA Champions League: 1

2024-2025
- Miglior giovane della Coppa del mondo per club FIFA: 1

2025